# Dannemare
Dannemare er en by på Lolland med 377 indbyggere  (2025), beliggende 11 km sydøst for Nakskov, 18 km nordvest for Rødby og 26 km vest for kommunesædet Maribo. Byen hører til Lolland Kommune og ligger i Region Sjælland.

## Sogne og kirker
Det meste af byen hører til Dannemare Sogn, men den østligste del hører til Gloslunde Sogn. Dannemare Kirke ligger midt i Dannemare. Den blev indviet i 1897 efter at den tidligere kirke (undtagen koret) var brændt i 1895. Gloslunde Kirke ligger i landsbyen Gloslunde, som Dannemare er tæt på at vokse sammen med.

## Faciliteter
Dannelundeskolen, hvis navn er sammensat af Dannemare og Gloslunde, blev opført i 1958 på det åbne land mellem de to byer. Den er nu en afdeling i Distriktsskole Vest. Dannelundeafdelingen har 61 elever, fordelt på 0.-6. klassetrin. Efter 6. klasse kan eleverne fortsætte på Byskoleafdelingen i Nakskov, hvor der er undervisning helt til 10. klasse. Til skolen er knyttet en udvidet SFO med børnehave og juniorklub. Skolen er siden 1990 også blevet brugt til kurser og socialt samvær under Dannelunde Skole Kulturcenter.
Egnens idrætsforeninger holder til i Rudbjerghallen, der blev opført i 1977 3 km vest for Dannemare ved et vejkryds i Majbølle, der lå centralt i den tidligere Rudbjerg Kommune. Dannemares egen idrætsforening blev stiftet i 1924 og fik i 1938 eget klubhus og boldbaner. I 1990 blev den lagt sammen med Vestenskov Idrætsforening til Rudbjerg Forenede Boldklub. I 1998 flyttede fodboldtræningen ud af byen, da et nyt klubhus stod færdigt ved hallen.
Dannemare har en Dagli'Brugs. Byen har busforbindelse med Nakskov og Maribo. I den tidligere præstegård er der Bed & Breakfast. En af byens gamle smedjer er blevet antikvitetsforretning. Fester kan holdes i det gamle forsamlingshus, som også leverer festmad ud af huset.
Rønnebærparken med 12 toværelses og 6 etværelses plejeboliger blev opført i 2000. Dannemare og Omegns Landsbylaug står bl.a. bag parken og legepladsen foran kirken samt flagalleen og blomsterkummerne langs Bygaden.

## Historie
Ved Hobyskov, der ligger 7 km sydøst for Dannemare og var en halvø i Rødby Fjord inden den blev inddæmmet, fandt man i 1920 den store sølvskat Hobyfundet. Der er sat mindesten og informationstavler på stedet.

### Landsbyen
Dannemares ældste bygning er stuehuset til gården Surshvile fra omkring 1627. Et husmandshus fra Dannemare er genopført på Frilandsmuseet.
I 1899 beskrives Dannemare således: "Dannemarre (gml. Form Danemar, Danemare, Danmar) med Kirke, Præstegd., Skole, Forsamlingshus (opf. 1890), Mølle og Andelsmejeri;". Målebordsbladene viser desuden et fattighus.
Brugsforeningen blev ligesom forsamlingshuset startet i 1890. Andelsmejeriet blev oprettet i 1895 og var i drift til 1959. Bygningen rummede en lampefabrik 1961-70 og blev revet ned i 2013. Byen fik elværk (1911) og telefoncentral.

### Stationsbyen
Dannemare var således allerede et lokalt centrum, da den fik station på Nakskov-Rødby Jernbane (1926-53). Dannemare Station var togleder og banens betydeligste mellemstation. Stationsbygningen, der var tegnet af arkitekt Einar Ørnsholt, er bevaret på Stationsvej 18.
Landmændenes Andels Foderstofforening opførte et magasin ved stationen. Langs Stationsvej og Langholmvej blev der bygget huse i banens tid, men parcelhuskvartererne nord for kirken er først udbygget efter 1970, og rækkehusene er fra omkring 1990. Fra 1950 til 2016 er indbyggertallet
forøget med 28%, mens antallet af husstande er steget fra 102 til 194.

### Forretningslivet
Forretningslivet voksede gennem første halvdel af 1900-tallet. I 1950'erne havde byen frostboks, to købmænd, gartneri, bager, karetmager, sadelmager, brændselshandler, vaskekone, jordemoder, skrædder, manufakturhandel med bankfilial, sparekasse, adskillige cykel- og grovsmede (en med landbrugsmaskinhandel), snedker med møbel- og ligkisteforretning, tømrer, mælkemand, dyrlæge, mekaniker, to malere, to vognmænd (en med lillebil), slagter og slagterhus, to frisører, murer og bladkiosk.
Derefter gik det ned ad bakke: Den sidste købmand lukkede i 1987, tøjbutikken i 1995 og posthuset i 1996. Efter årtusindskiftet lukkede bageren, og Sparekassen Lollands filial lukkede i 2013, da sparekassen krakkede og blev overtaget af Jyske Bank.

### Kommunen
Dannemare sognekommune fik kommunekontor i alderdomshjemmet, der blev opført i 1920. Da Dannelundeskolen blev bygget i 1958, flyttede kommunekontoret til den gamle skole. I 1966 sluttede Dannemare sig sammen med Arninge, Kappel, Tillitse og Vestenskov sognekommuner i Rudbjerg Kommune, som Gloslunde-Græshave også sluttede sig til under selve kommunalreformen i 1970. Den nye storkommune fik rådhus i den nedlagte centralskole i Majbølle.